# Ligue 2 2002/03
Die Ligue 2 2002/03 war die 64. Austragung der zweithöchsten französischen Fußballliga und gleichzeitig die erste Saison unter dem neuen Namen Ligue 2. Es handelte sich dabei um eine Liga ausschließlich mit Profimannschaften.
Gespielt wurde vom 2. August 2002 bis zum 23. Mai 2003. Zweitligameister wurde AC Ajaccio.

## Vereine
Teilnahmeberechtigt waren die 14 Vereine, die nach der vorangegangenen Spielzeit weder in die erste Division auf- noch in die dritte Liga (National) oder tiefer abgestiegen waren; dazu kamen zwei Erstligaabsteiger und vier Aufsteiger aus der National.
Somit spielten in dieser Saison folgende 20 Mannschaften um die Meisterschaft der Division 2: Absteiger Aufsteiger
- drei aus dem Norden (Entente Sportive Wasquehal, SC Amiens, AS Beauvais)
- zwei aus Île-de-France und Champagne (US Créteil, Aufsteiger Stade Reims)
- vier aus dem Nordwesten (Stade Malherbe Caen, Stade Laval, Le Mans UC, Absteiger FC Lorient)
- drei aus dem Nordosten (Absteiger FC Metz, AS Nancy, FC Gueugnon)
- drei aus dem Südwesten (La Berrichonne Châteauroux, Chamois Niort, Aufsteiger FC Toulouse)
- fünf aus dem Südosten (Aufsteiger Clermont Foot Auvergne, AS Saint-Étienne, Grenoble Foot, Aufsteiger AS d’Origine Arménienne Valence, FC Istres-Ville Nouvelle)

Direkt aufstiegsberechtigt waren die drei erstplatzierten Klubs. Die drei schlechtestplatzierten Teilnehmer mussten absteigen und wurden durch ebenso viele Drittligaaufsteiger ersetzt.

## Saisonverlauf
Jede Mannschaft trug gegen jeden Gruppengegner ein Hin- und ein Rückspiel aus, einmal vor eigenem Publikum und einmal auswärts. Es galt die Drei-Punkte-Regel; bei Punktgleichheit gab die Tordifferenz den Ausschlag für die Platzierung.
Toulouse gelang mit dem zweiten Aufstieg in Folge ein Durchmarsch aus der dritten in die Ligue 1, wobei es dahinter eng zuging, weil vier – und selbst vor dem letzten Spieltag noch drei – Kontrahenten chancenreich um die beiden weiteren Aufstiegsränge kämpften. Dabei hatte am Ende mit Lorient auch einer der beiden Vorjahresabsteiger knapp das Nachsehen, während die Lothringer aus Metz als Tabellendritter umgehend wieder in die höchste Spielklasse zurückkehrten. Der Abstieg traf mit Beauvais, Wasquehal und – nach nur einer Saison – dem sechsfachen Ex-Meister aus Reims drei Mannschaften aus dem nördlichen Frankreich. Dagegen erreichten die beiden anderen Aufsteiger, Valence und Clermont, einen Platz im gesicherten Mittelfeld des Klassements und schafften so den Ligaerhalt.
In den 380 Begegnungen wurden 757 Treffer erzielt; das entspricht einem Mittelwert von 1,99 Toren je Spiel – der niedrigste Wert in der 64-jährigen Geschichte der zweiten Spielklasse; bis dahin hatte der Negativrekord aus der Saison 1990/91 (durchschnittlich 2,1 Treffer pro Begegnung) Bestand. Erfolgreichster Torschütze und damit Gewinner der Liga-Torjägerkrone war Cédric Fauré von Meister Toulouse mit 20 Treffern. Zur folgenden Spielzeit kamen drei Absteiger aus der Ligue 1 hinzu (Le Havre AC, CS Sedan und ES Troyes AC); aus der dritthöchsten Liga stiegen drei Mannschaften auf, nämlich SCO Angers, Racing Besançon sowie der FC Rouen.

## Abschlusstabelle
| Pl. | Verein                   | Sp. | S  | U  | N  | Tore    | Diff. | Punkte |
| --- | ------------------------ | --- | -- | -- | -- | ------- | ----- | ------ |
| 1.  | FC Toulouse (N)          | 38  | 21 | 9  | 8  | 050:240 | +26   | 72     |
| 2.  | Le Mans UC               | 38  | 18 | 14 | 6  | 049:330 | +16   | 68     |
| 3.  | FC Metz (A)              | 38  | 19 | 10 | 9  | 052:290 | +23   | 67     |
| 4.  | FC Lorient (A)           | 38  | 18 | 11 | 9  | 043:290 | +14   | 65     |
| 5.  | LB Châteauroux           | 38  | 16 | 12 | 10 | 040:350 | +5    | 60     |
| 6.  | Chamois Niort            | 38  | 14 | 11 | 13 | 044:400 | +4    | 53     |
| 7.  | SM Caen                  | 38  | 12 | 16 | 10 | 045:400 | +5    | 52     |
| 8.  | Stade Laval              | 38  | 15 | 7  | 16 | 041:420 | −1    | 52     |
| 9.  | AS Saint-Étienne         | 38  | 12 | 15 | 11 | 034:300 | +4    | 51     |
| 10. | SC Amiens                | 38  | 12 | 13 | 13 | 030:330 | −3    | 49     |
| 11. | FC Gueugnon              | 38  | 12 | 13 | 13 | 035:420 | −7    | 49     |
| 12. | Grenoble Foot            | 38  | 11 | 14 | 13 | 039:290 | +10   | 47     |
| 13. | ASOA Valence (N)         | 38  | 11 | 13 | 14 | 038:420 | −4    | 46     |
| 14. | Clermont Foot (N)        | 38  | 13 | 7  | 18 | 039:510 | −12   | 46     |
| 15. | AS Nancy                 | 38  | 10 | 13 | 15 | 030:470 | −17   | 43     |
| 16. | FC Istres-Ville Nouvelle | 38  | 10 | 13 | 15 | 032:530 | −21   | 43     |
| 17. | US Créteil               | 38  | 8  | 18 | 12 | 039:420 | −3    | 42     |
| 18. | AS Beauvais              | 38  | 9  | 10 | 19 | 020:320 | −12   | 37     |
| 19. | ES Wasquehal             | 38  | 6  | 18 | 14 | 026:390 | −13   | 36     |
| 20. | Stade Reims (N)          | 38  | 6  | 17 | 15 | 031:450 | −14   | 35     |

Platzierungskriterien: 1. Punkte – 2. Tordifferenz – 3. geschossene Tore

- Die Partie Clermont Foot gegen Chamois Niort (1. Spieltag 1:1) wurde mit 0:1 gewertet.

| (A) | Absteiger aus der Division 1 2001/02 |
| (N) | Neuaufsteiger                        |